# Batalha de Auray

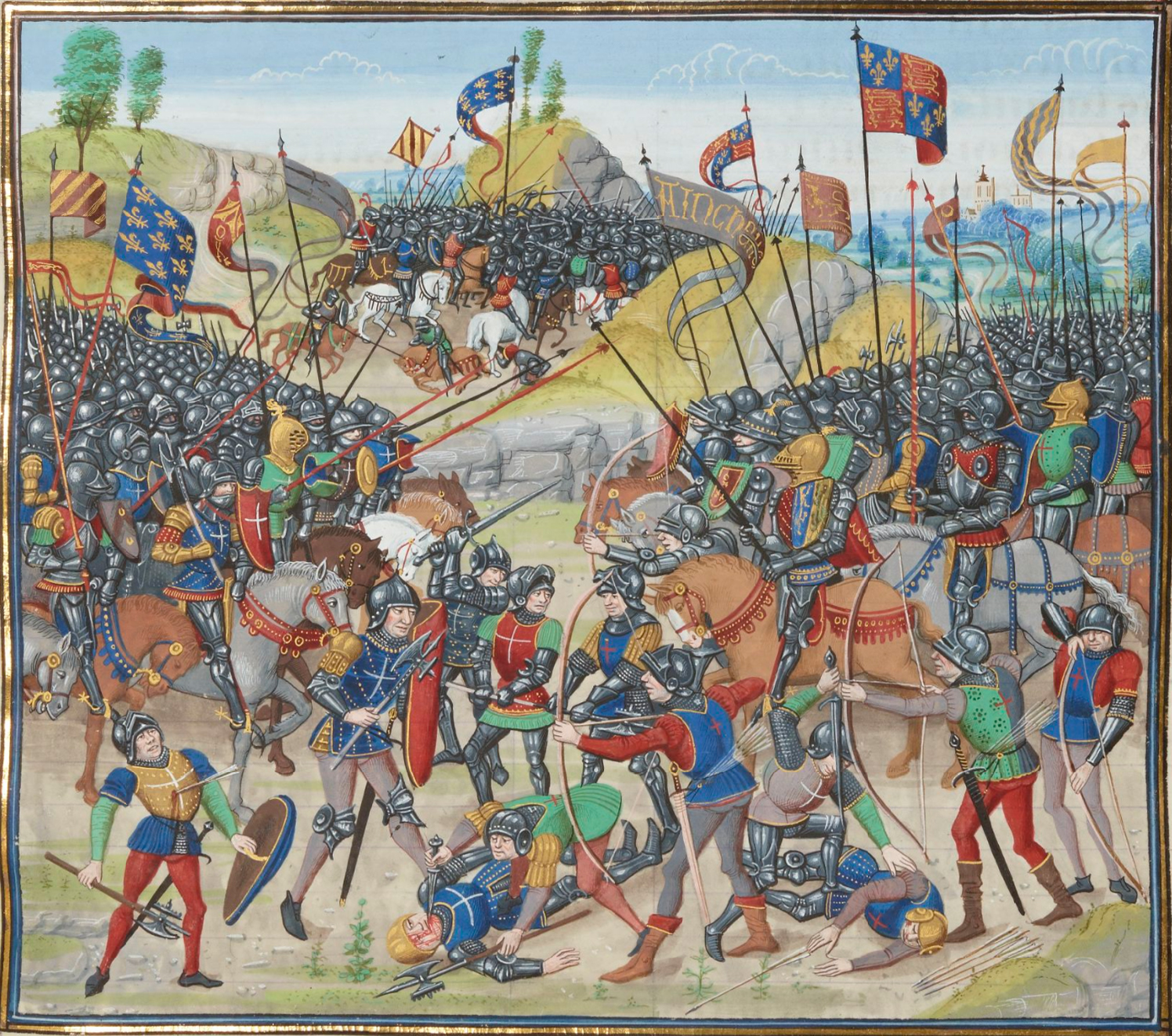
Batalha de Auray

A Batalha de Auray ocorreu em 29 de setembro de 1364 na cidade francesa de Auray. Esta batalha foi o confronto decisivo da Guerra da Sucessão Bretã, uma parte da Guerra dos Cem Anos.
Na batalha, que começou como um cerco, um exército anglo-bretão, conduzido por João V, Duque da Bretanha e ajudado por forças inglesas comandadas por senhor John Chandos, opôs-se a um exército franco-bretão conduzido por seu rival Carlos I, Duque da Bretanha.

## Forças participantes
Karl von Blois tinha um total de 4 000 homens. Na ala esquerda estava o Conde de Auxerre, na direita Du Guesclin, no meio Karl von Blois. Uma reserva fraca não foi usada.
João V, Duque da Bretanha foi apoiado por 3 000 britânicos. Oliver V. von Clisson estava no comando à direita, Robert Knolles à esquerda, John Chandos no meio. Uma reserva considerável aguardava a ordem de implantação.

## A Batalha
A batalha começou com uma breve escaramuça entre as bestas francesas - e os arqueiros ingleses. Então as tropas a pé avançaram em desordem. A batalha tornou-se muito sangrenta porque ambos os lados queriam chegar a uma decisão rápida e deram ordens para não fazer prisioneiros.
Cada unidade anglo-bretã foi atacada, uma após a outra, e as vítimas foram substituídas nas reservas. Por outro lado, a ala direita dos franceses foi empurrada para trás, não reabastecida por reservas, e empurrada para o centro. A ala esquerda também cedeu, com o que as tropas de Charles von Blois fugiram. Ele foi morto por um soldado inglês que queria obedecer às ordens dadas. Du Guesclin foi forçado a se render a Chandos.

## Consequências
Esta vitória encerrou a Guerra da Sucessão da Bretanha e matou 1 000 homens do lado francês. Na Paz de Guérande em 1365, o Rei da França reconheceu João V como Duque da Bretanha.